# Škofja Loka
Škofja Loka (em alemão:  Bischoflack) é um município da Eslovênia. A sede do município fica na localidade de mesmo nome.